# Вулиця Симоненка (Львів)
Вулиця Василя Симоненка — вулиця у Франківському районі міста Львова, в місцевості Кульпарків. Сполучає магістральні вулиці Володимира Великого та Наукову.

## Історія

Пам'ятник Юліанові Головінському у Львові

У 1960–1970-х роках розпочалася забудова Південного масиву міста Львова, що включав в себе частину колишнього підміського села Кульпарків, приєднаного у 1930-х роках до Львова. У 1977 році проклали вулицю, яка отримала назву — Радянської Конституції, на згадку про ухвалення 7 жовтня 1977 року третьої і останньої Конституції СРСР, так званої «Брежнєвської конституції», оскільки була ухвалена під час правління Леоніда Брежнєва. Сучасна назва вулиця Василя Симоненка походить від 1991 році на пошану українського поета і журналіста, шістдесятника Василя Симоненка.
В межах, окреслених будинками на вул. Володимира Великого, 50 і 52 та скверу на початку вулиці Симоненка був Кульпарківський цвинтар, ліквідований у 1973 році. Про нього нагадує пам'ятний знак, встановлений на розі вулиць Володимира Великого і Симоненка та капличка посеред скверу. 
12 серпня 1990 року, на місці, де тепер розташований храм Володимира і Ольги, відбувся великий мітинг. Із церкви Переображення Господнього прийшли парафіяни з хоругвами, було посвячено камінь під будову храму. Восени 1990 року розпочалася будова церкви-каплички, посвячення якої відбулося у Вербну неділю 1991 року. Із вересня 1991 року розпочалися будівельні роботи основного храму за проєктом архітектора Мирона Вендзиловича. 22 грудня 1996 року відбулося відкриття та освячення храму.

## Забудова
Забудова вулиці Симоненка — п'яти-, дев'яти- та чотирнадцятиповерхові житлові будинки 1970-1980-х років.

### Будинки
№ 4 — семиповерхова будівля КНП «2-а міська поліклініка міста Львова», до структури якої входять травматологічний пункт та комунальна аптека № 44.
№ 3 — аптека «Знахар».
№ 5а — Храм Святих Володимира і Ольги УГКЦ, найбільша сучасна культова споруда міста.
№ 6а — КНП «Стоматологічна поліклініка № 4».
№ 10 — бібліотека-філія № 19 централізованої бібліотечної системи для дітей.
№ 10а — львівський навчально-виховний комплекс імені Василя Симоненка з поглибленим вивченням німецької мови «Спеціалізована школа І ступеня — гімназія». Нині — ліцей імені Василя Симоненка Львівської міської ради.
№ 16 — львівський заклад дошкільної освіти (ясла-садок) № 163 Львівської міської ради.

## Меморіали, пам'ятники
- Пам'ятний хрест на місці колишнього Кульпарківського цвинтаря[12].
- Пам'ятник борцю за незалежність України, командиру УВО та ОУН Юліану Головінському, відкриття та освячення якого відбулося 12 жовтня 2014 року. Пам'ятник виготовлений з житомирського граніту, за проєктом скульптора — заслуженого художника України Любомира Яремчука та архітектора Василя Каменщика.

## Інфраструктура
Центром відпочинкової зони у мікрорайоні є невелике озеро, що розташовано навпроти ліцею, між щільною забудовою. В теплу пору року озері навіть плаває пара лебедів. Не зважаючи на його скромні розміри, на озері часто можна зустріти рибалок. Зі слів місцевих мешканців в різні роки сюди запускали коропів, карасів, щук, амурів.
У жовтні-листопаді 2013 року за кошти Франківської районної адміністрації було почищено плесо озера, сформовано береги, встановлено 10 лавочок та смітники. У повоєнні часи на території навколо ставка розташовувалося підсобне рільниче та тваринницьке господарство Львівської обласної психіатричної лікарні.